# 90 벌레먹은 장미
"90 벌레먹은 장미"는 한국에서 제작된 노세한 감독의 1990년 드라마 영화이다. 남성훈 등이 주연으로 출연하였고 정준교 등이 제작에 참여하였다.

## 출연

### 주연
- 남성훈
- 김희아

## 기타
- 조명: 이민부